# Parides erithalion
Parides erithalion es una mariposa de América del Norte y América del Sur de la familia Papilionidae.

## Descripción
La superficie dorsal de las alas es de color negro con una fila de puntos postmedia rojos. La parte ventral también es negra con una hilera de manchas de color rosa y blanquecinas.
En los machos de algunas subespecies los lados superiores de las alas anteriores tienen una gran mancha verde olivácea desde el margen interno hacia adelante, con una mancha de color blanco cremoso, mientras que las alas traseras tienen una banda de tres puntos rojos. Fringe en ambos sexos está salpicado de blanco.

## Subespecies
- Parides erithalion erithalion (C. Colombia)[3]
- Parides erithalion cauca (Oberthür, 1879) (W. Colombia)[4]
- Parides erithalion trichopus (Rothschild & Jordan, 1906) (México)
- Parides erithalion zeuxis (Lucas, 1852) (N. Venezuela)
- Parides erithalion erlaces (Gray, 1853) (S. Perú, N. Bolivia, Paraguay, N. Argentina)
- Parides erithalion polyzelus (C. & R. Felder, 1865) (México, Guatemala, El Salvador, Honduras)[5]
- Parides erithalion lacydes (Hewitson, 1869) (E. Ecuador)
- Parides erithalion sadyattes (Druce, 1874) (Costa Rica)
- Parides erithalion xanthias (Rothschild & Jordan, 1906) (Perú)
- Parides erithalion chinchipensis (Joicey & Talbot, 1918) (N. Perú)
- Parides erithalion kruegeri (Niepelt, 1927) (S. Colombia)
- Parides erithalion guillerminae Pischedda & Racheli, 1986 (NE. Ecuador)
- Parides erithalion yaminahua Pischedda & Racheli, 1987 (S. Perú)
- Parides erithalion keithi Racheli, 1991 (SW. Venezuela)
- Parides erithalion palmasensis Brown, 1994 (W. Ecuador)
- Parides erithalion smalli Brown, 1994 (Honduras, Costa Rica, Panamá)
- Parides erithalion callegarii Racheli & Racheli, 1996 (Perú)
- Parides erithalion inini Brévignon, 1998 (Guayana Francesa)
- Parides erithalion racheliorum Lamas, 1998 (Perú)
- Parides erithalion blanca Racheli & Möhn, 2001 (Perú)
- Parides erithalion browni Le Crom, Constantino & Salazar, 2002 (NE. Colombia)
- Parides erithalion chocoensis Constantino, Le Crom & Salazar, 2002 (W. Colombia)[2]

## Ciclo vital
Los huevos son de un color parduzco. La oruga es de color marrón-negro con tubérculos blancos y de color marrón rojizo.

## Plantas huésped
Se alimenta de variedades de Aristolochia cordiflora.